# Microperoryctes aplini
Microperoryctes aplini är ett däggdjur i släktet muspunggrävlingar som förekommer på Nya Guinea. Artepitet i det vetenskapliga namnet hedrar den australiska zoologen Ken Aplin.

## Beskrivning
Djuret betraktades ursprungligen som en population av Microperoryctes murina men det godkändes 2004 som självständig art. Individer av arten hittades i bergstrakter på Fågelhuvudhalvön mellan 1800 och 2200 meter över havet. Området är täckt av tropisk regnskog. Arten vistas främst på marken.
Pälsen har allmänt en gråbrun färg. Arten har en svart längsgående strimma på ryggen och svansen har en vit spets. Kroppslängden (huvud och bål) är 14 till 16 cm och därtill kommer en 11 till 12 cm lång svans.
Artens bestånd är okänt och IUCN listar Microperoryctes aplini som sårbar (VU).